# Faro Pendeen
El faro Pendeen, también conocido como la torre Pendeen, está ubicado a unos 2 kilómetros al norte de Pendeen en el oeste de Cornualles, Inglaterra, Reino Unido. 
Está localizado dentro del Sitio de Interés Científico Específico Aire Point to Carrick Du, el Área de Belleza Natural Sobresaliente de Cornualles, y la Costa Patrimonial de Penwith.  
Trinity House decidió construir un faro y una bocina de bruma en 1891. El edificio fue diseñado por su ingeniero Sir Thomas Matthews. La torre de 17 metros, los edificios y el muro que los rodea fueron construidos por Arthur Carkeek de Redruth, quien había nivelado las tierras antes de la construcción.
La lámpara de aceite original estuvo en exposición en el Museo Nacional del Faro de Trinity House, en Penzance, hasta 2005 cuando el museo cerró. El faro Pendeen fue automatizado en 1995 con la partida de los cuidadores del faro el 3 de mayo de 2005.
Aparte de la torre, con su maquinaria construida en su base, hay un edificio con forma de "E" dividido en una terraza de cuatro pequeñas casas. Tres de las casas fueron usadas originalmente como residencias de los tres guardianes del faro, sus esposas y familias, y la cuarta fue usada como un área de oficina y una casa de residencia para los numerosos guardianes. Son usadas como viviendas vacacionales. Detrás de las casas, hay tres jardines y un complejo con la bocina de bruma que acompaña la maquinaria. El agua era recolectada originalmente del techo de la vivienda y almacenada en un tanque subterráneo.